# 高松市立香南中学校
高松市立香南中学校（たかまつしりつ こうなんちゅうがっこう）は、香川県高松市香南町横井にある市立中学校。

## 概要
高松市南部の郊外地域に位置する中学校である。

## 学校データ
- 生徒数：12人

学校施設（2010年5月1日時点)
- 普通教室：9教室
- 特別教室：15教室
- 校舎面積：4260m2
- 体育館面積：3352m2

服装規定
- 制服：あり（通年必用）
- 防寒着：原則禁止[1]

## 歴史

### 年表
- 2006年（平成18年）1月10日 - 高松市立香南中学校と改称。

### 全校生徒数の推移
減少を続けていたが、ここ1年間は下げ止まっている。
- 2016年度：235人
- 2017年度：225人（-10人）
- 2018年度：188人（-37人）
- 2019年度：176人（-12人）
- 2020年度：176人（+0人）
- 2023年度：360人

## 教育目標
自分を大切に、なかまを大切に、そして、地域を大切にする生徒の育成
生徒像
- 地域を大切にし、地域から愛される生徒の育成

## 通学区域
通学区域は高松市池西地区及び由佐地区の全域。
- 高松市
  - 香南町池内
  - 香南町岡
  - 香南町西庄
  - 香南町由佐
  - 香南町横井
  - 香南町吉光

## 進学前小学校
通常多くの中学校が複数の小学校区の集合体であるのに対し、当中学校の場合はそのまま小学校からの持ち上がりである。
- 高松市立香南小学校

## 校区内の主な施設
- 高松空港
- 道の駅香南楽湯
- さぬきこどもの国
- さぬき空港公園
- 高松市香南歴史民俗郷土館

## 交通
- ことでんバス由佐・岩崎線（香南楽湯・原口便／由佐・高松空港便）／香川町シャトルバス 香南小学校前バス停より徒歩5分（0.4km）